# Поляков, Александр Юльевич
Александр Юльевич Поляков (1912 г. — 1985 г.) — советский учёный-металлург, специалист в области теории и технологии сталеплавильного и ферросплавного производства, автор пионерских исследований по раскислительной способности ванадия. Доктор технических наук, профессор кафедры электрометаллургии Московского института стали. Участник Великой Отечественной войны.

## Биография
Александр Юльевич Поляков родился 25 марта 1912 года. После окончания школы в 1929 году поступил в Стальпроект на должность чертежника, окончил там конструкторские курсы, а затем, не прекращая работы конструктором в Стальпроекте, поступил в 1932 году на 3-й курс Московского института стали, предварительно сдав экзамены за первые два курса. По окончании института в 1935 году был направлен на Чусовской металлургический завод, где работал в должности заместителя начальника цеха феррованадия. В 1936—1939 годы был аспирантом кафедры электрометаллургии Московского института стали, занимался вопросами выплавки феррованадия сначала под руководством К. П. Григоровича, потом A.M. Самарина. В январе 1940 года защитил диссертацию «Изыскание и разработка рациональных методов получения феррованадия из пятиокиси ванадия» и остался работать ассистентом кафедры.
Через несколько дней после начала Великой Отечественной войны, 7 июля 1941 года молодой кандидат технических наук А. Ю. Поляков записался добровольцем в 1-ю Московскую стрелковую дивизию народного ополчения, и в ее составе был направлен на Западный фронт.
В октябре 1941 был ранен, попал в госпиталь, после этого служил рядовым в 5-й гвардейской стрелковой дивизии. После контузии был направлен на учёбу в Московское военно-инженерное училище, после получения лейтенантского звания оставлен в училище преподавателем. В 1944 году демобилизовался и был направлен в НИИ-24 Народного комиссариата боеприпасов, где работал начальником сталеплавильной лаборатории. С 1945 года — ассистент, затем доцент кафедры электрометаллургии Московского института стали.
В 1949 году переходит на работу в Институт металлургии им. А. А. Байкова АН СССР к своему учителю А. М. Самарину, где работал в должности старшего научного сотрудника. В декабре 1956 г. защитил докторскую диссертацию на тему «Металлургия ванадия». С февраля 1961 по май 1962 года — профессор кафедры электрометаллургии Московского института стали. В июне 1962 года вернулся на работу в Институт металлургии, где работал в качестве заместителя начальника лаборатории № 2 (лаборатории акад. А. М. Самарина).
Свободно владел основными европейскими языками. Как вспоминал его ученик, профессор А. Стомахин: «К нему в аспирантуру пришли тогда в один год (1961-й) одновременно 9 человек. Среди них было несколько иностранцев: Н.Мохан из Индии, Г.Филипп из ГДР, А.Журж из Румынии, Гао Юй-пу из Китая. С Моханом он говорил по-английски, с Филиппом — по-немецки, с Журжем — по-французски».
Очень любил А. С. Пушкина, многие произведения знал наизусть. Много лет переписывался с директором музея-заповедника «Михайловское» С. Гейченко и, как мог, помогал ему. В частности, в качестве металлурга участвовал в ремонте сброшенных немцами с колокольни и треснувших при падении церковных колоколов.
Увлекался туризмом, особенно водным. Ходил на байдарках даже тогда, когда ему было хорошо за пятьдесят.
Скончался в 1985 году. Похоронен на 7 участке Введенского кладбища в Москве.

## Научная и образовательная деятельность
С именем А. Ю. Полякова связан прорыв в изучении физико-химических закономерностей сталеплавильных процессов, обеспеченный в 50-е годы школой Александра Михайловича Самарина. А. Ю. Поляков был правой рукой А. М. Самарина в созданной им специальной «лаборатории № 2» в Институте металлургии Академии наук СССР имени А. А. Байкова. Параллельно они проводили научные исследования и готовили кадры в Московском институте стали на кафедре электрометаллургии стали и ферросплавов, которой заведовал А. М. Самарин.
Результатом этой работы стало значительно более глубокое понимание широкого круга металлургических процессов, в том числе влияния на них вакуума, аргонной продувки и других новых способов интенсификации рафинирования металла. По материалам исследований опубликовано большое количество статей, многие из которых можно назвать пионерскими. Выпущен ряд книг, в частности, большая монография «Вакуумная металлургия», в которой А. Ю. Поляков был автором двух основополагающих статей, по сталеплавильному и ферросплавному производству.
А. Ю. Поляковым были проведены пионерские работы по термодинамике раскисления жидкого металла, в частности, определение раскислительной способности углерода, ванадия, марганца, хрома и других элементов. В ИМЕТ под его руководством были начаты работы по продувке ванадийсодержащих чугунов с получением ванадийсодержащего шлака в конвертерах; установленные физико-химические параметры этого процесса были использованы позднее при разработке технологии продувки ванадийсодержащих чугунов.
Многие из научных проблем, которыми занимался А. Ю. Поляков, обобщены им в книге «Теоретические основы рафинирования сталеплавильной ванны. Некоторые аспекты проблемы» (М., «Наука», 1975 г.). Это вопросы термодинамики растворов компонентов в железе, их взаимодействия между собой и с газообразным кислородом, применения вакуума и инертных газов, выплавки нержавеющих сталей, феррованадия. Особое внимание уделено специальным исследованиям по проблеме образования бурого дыма при кислородной продувке, а также по проблеме десульфурации стали при разных окислительных потенциалах.
Работы «школы Самарина» получили широкую международную известность, поэтому большим внимание зарубежных исследователей пользовались знаменитые конференции по физико-химическим основам производства стали в ИМЕТ имени А. А. Байкова, одним из главных организаторов которых был А. Ю. Поляков.

## Избранные работы
- Поляков, Александр Юльевич. Основы металлургии ванадия. — Москва: Металлургиздат, 1959.
- Поляков, Александр Юльевич. Теоретические основы рафинирования сталеплавильной ванны: Некоторые аспекты проблемы. — Москва: Наука, 1975.
- Поляков, Александр Юльевич. Металлургия ванадия: Автореферат дис., представл. на соискание учен. степени доктора техн. наук / Акад. наук СССР. Ин-т металлургии им. А. А. Байкова. — Москва : [б. и.], 1956.
- Опыты выплавки нержавеющей стали в мартеновской печи / А. М. Самарин и А. Ю. Поляков; Всес. науч. инж.-тех. о-во металлургов, Всес. электрометаллург. секция. — Москва : ВНИТОМ, 1940.
- Новый метод повышения качества стали и сплавов / Г. Н. Окороков, А. Ю. Поляков, А. М. Самарин. — Москва : [б. и.], 1959.
- Термодинамические расчеты по электрометаллургии стали : (Спец. курс) / Сост. доц. А. А. Яскевич, доц. А. Ю. Поляков, доц. А. И. Дьяконов ; Под руковод. чл.-кор. АН СССР А. М. Самарина; Моск. ордена. Труд. красного знамени ин-т им. И. В. Сталина. Кафедра электрометаллургии. — Москва : [б. и.], 1950.
- Электрометаллургия стали: Учеб. пособие / А. Ю. Поляков, А. Я. Стомахин; Под ред. проф. докт. техн. наук В. А. Григоряна ; Моск. ин-т стали и сплавов. Кафедра электрометаллургии стали и ферросплавов. — Москва : [б. и.], 1971.